# Micron Technology
Micron Technology — американская транснациональная корпорация, известная своей полупроводниковой продукцией, основную часть которой составляют чипы памяти DRAM и NAND, флеш-память, SSD-накопители, а также датчики КМОП.
Продукция для потребительского рынка продается под торговой маркой Crucial Technology и малая часть продукции выходит под маркой Micron.

## История
Micron Technology была основана в 1978 году тремя бывшими сотрудниками корпорации Mostek — Уордом Паркинсоном, Дэннисом Уилсоном и Дугласом Питманом, — позже к ним присоединился Джозеф Паркинсон. Первым клиентом была Mostek, для которой они разрабатывали модуль DRAM-памяти на 64 килобайта. В 1979 году Mostek была поглощена United Technologies, и контракт был расторгнут. Партнёрам удалось заручиться поддержкой крупных бизнесменов штата Айдахо, в частности Джона Симплота, крупнейшего поставщика картофеля для McDonalds. Благодаря дешёвой земле, рабочей силе и электроэнергии компании удалось открыть свой первый завод по производству модулей памяти всего за 20 млн долларов, четверть от расходов в Кремниевой долине или Японии. В 1982 году компанией был выпущен первый миллион чипов DRAM, ей удалось сделать их меньше и надёжней, чем у конкурентов. В 1984 году Micron разместила свои акции на бирже, в конце этого года компания начала производство чипов на 256 килобайт.
В 1985 году японские производители микросхем начали ценовую войну, за год цена чипа 256 КБ упала с 20 долларов до 2,5 долларов; все американские производители DRAM ушли с этого рынка, кроме Micron. В 1986 году компании удалось добиться подписания Американо-японского торгового соглашения о полупроводниках, которое запрещало демпинг. В 1991 году была основана дочерняя компания Edge Technology по производству персональных компьютеров; через год она была переименована в Micron Computer. В 1994 году был куплен производитель компьютеров Zeos. В следующие два года были открыты заводы в Северной Каролине и Малайзии. В 1998 году было куплено подразделение модулей памяти у Texas Instruments.
В январе 2006 года Micron и Intel создали совместное предприятие под названием IM Flash Technologies (IMFT) для производства и распространения памяти типа NAND. Также в 2006 году был куплен американский производитель цифровых носителей Lexar.
В марте 2008 компанией была основана фирма Aptina Imaging, которой были переданы разработка и производство КМОП-матриц. В 2009 году Aptina Imaging была частично продана и стала независимой от Micron Technology.
В 2010 году была куплена компания Numonyx. В августе 2013 года компания завершила поглощение японского конкурента Elpida, став вторым крупнейшим производителем микросхем памяти DDR3.
В ноябре 2016 года выделила линейку Crucial Ballistix в отдельный бренд Ballistix.
В августе 2017 года торговая марка Lexar Media была продана китайскому производителю интегральных микросхем памяти Longsys.
В январе 2019 года было объявлено о начале выкупа Micron Technology доли компании Intel в предприятии IM Flash Technologies с окончанием в октябре 2019 года. Таким образом, каждый из учредителей бывшего совместного предприятия будет заниматься выпуском микросхем памяти, включая 3D XPoint, самостоятельно.
В мае 2023 года Государственная канцелярия интернет-информации КНР постановила, что продукция компании представляет угрозу для информационной безопасности Китая и потому не должна использоваться в системах критической инфраструктуры страны (в частности в дата-центрах). В сочетании с падением продаж потребительской электроники в 2023 году это привело к сокращению выручки в два раза и убыткам 5,8 млрд долларов в 2022/23 финансовом году.

## Собственники и руководство
- Роберт Свиц (Robert E. Switz) — председатель совета директоров с 2012 года, ранее возглавлял ADC Telecommunications[англ.].
- Санджай Мехротра[англ.] — президент и генеральный директор (CEO) с мая 2017 года; до этого возглавлял компанию SanDisk.

## Деятельность
Производственные мощности компании находятся в Тайване (Тайчжун и Таоюань), Сингапуре, Японии (Хиросима), США (Бойсе и Манассас), Малайзии (Пинанг и Джохор) и КНР (Сиань).
Выручка за 2022/23 финансовый год составила 15,5 млрд долларов (за предыдущий год — 30,8 млрд), её распределение по странам: США — 50 %, Тайвань — 17 %, КНР — 14 %, Япония — 6 %. Основными продуктами компании являются модули памяти DRAM (70 % выручки) и NAND (27 % выручки), также производится память NOR и других технологий. Крупнейшими покупателями были Kingston Technology и WPG Holdings.
Подразделения по состоянию на 2023 год:
- Compute and Networking Business Unit — модули памяти для серверов, операторов связи и других крупных информационных систем, 37 % выручки;
- Mobile Business Unit — модули памяти для смартфонов и другой портативной электроники, 23 % выручки;
- Embedded Business Unit — модули памяти для автомобилей, промышленного оборудования и потребительский электроники, 23 % выручки;
- Storage Business Unit — готовые изделия, например, твердотельные накопители SSD, 16 % выручки.

## Рынок
По состоянию на 3 квартал 2019 года Micron Technology занимала на мировом рынке NAND-памяти 4-е место с долей 12,9 %, а по итогам 2019 года заняла также четвёртую строчку в списке крупнейших мировых производителей микроэлектронных компонентов с долей в 4,8 %.
В 2020 году Micron первой в мире вывела на рынок 176-слойную NAND-память.
В июне 2021 года в розничной продаже появились модули DDR5 SDRAM на базе микросхем Micron, а 28 октября 2021 года объявлено о запуске серийного производства собственных модулей данного типа для настольных ПК.

## Технологии
- 10-нм техпроцесс 1α (2021 год)
- техпроцесс 1β (2022 год, развитие 1α — чипы, выполненные по новой технологии обладают на 15 % более высокой энергоэффективностью и повышенной более чем на 35 % плотностью битов. Ёмкость одного кристалла может достигать 16 Гбит). Micron будет массово выпускать память DRAM на техпроцессе 1β на своём заводе в Хиросиме, Япония[11].
- В 2023 году Micron анонсировал первую в мире память HBM3 Gen2 с ёмкостью 24 Гбайт на стек и пропускной способностью 1,2 Тбайт/с[12][13].
- В 2025 году компания анонсировала первый в мире SSD с интерфейсом PCIe 6.0 x4 — Micron 9650 для ИИ-серверов, со скоростью чтения 28 Гбайт/с и записью 14 Гбайт/с[14].